# サミア・スルフ・ハッサン
サミア・スルフ・ハッサン（英: Samia Suluhu Hassan、1960年1月27日 - ）は、タンザニアの政治家。同国第6代大統領。タンザニア革命党 (CCM) 所属。前任のジョン・マグフリの急死をうけて、2021年3月19日に副大統領から昇格する形で就任した。タンザニア国内及び東アフリカ共同体 (EAC) 諸国で初の女性大統領である。
ザンジバル出身。大統領アマニ・カルメのもと、ザンジバル革命政府で大臣を務めた。2010年から2015年まで、タンザニア国民議会議員と連合問題担当国務相を兼務。2014年には新憲法の起草を担う制憲議会の副議長に選出された。2015年の総選挙後、タンザニア初の女性副大統領に就任。

## 経歴

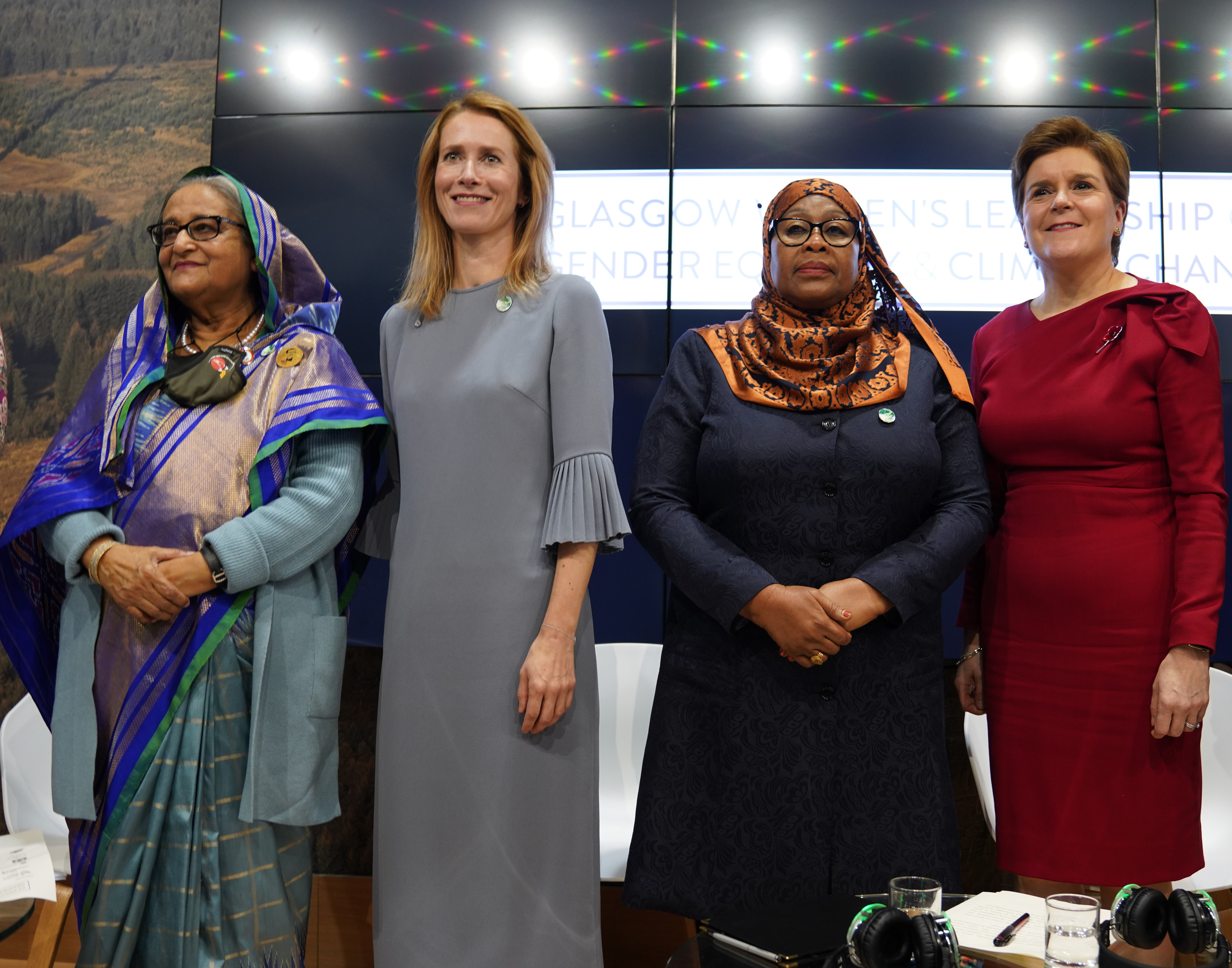
左からバングラデシュのシェイク・ハシナ首相、エストニアのカヤ・カッラス首相、ハッサン、スコットランド首相のニコラ・スタージョン（2021年11月2日）

1960年1月27日、ザンジバル王国（当時）のウングジャ島にあるマクンドゥチで生まれる 。
1977年に中等教育を修了後、仕事のかたわら多くの短期講座を受講。1986年に開発管理研究院（現在のムズンベ大学）から行政学で高度専門士の学位を取得した。
1992年にイギリスのマンチェスター大学に進学し、1994年に経済学のポストグラデュエート・ディプロマを取得した。2015年には、タンザニア・オープン・ユニバーシティと南ニューハンプシャー大学の合同プログラムで開発経済学の修士号を取得している。
中学校卒業後、企画開発省に用務員として勤務。行政学の学位を取得後は、世界食糧計画 (WFP) が資金援助するプロジェクトにたずさわった。
2000年に政界入りを決意し、ザンジバル議会議員に当選、ザンジバル大統領のアマニ・カルメから大臣にも任命された。当時唯一の女性閣僚で、男性の同僚からは性別を理由に「見下された」。2005年に再選後は、観光・貿易・投資相に転任した。
2010年にタンザニア国民議会議員に転身し、マクンドゥチ選挙区から立候補、80%以上の得票率で当選した。大統領のジャカヤ・キクウェテから、連合問題担当国務相に任命された。2014年には、新憲法起草のため設けられた制憲議会の副議長に選出された。
2015年7月、同年の大統領選挙にCCMから立候補するジョン・マグフリから、副大統領候補に指名された。女性が副大統領候補となるのはタンザニア史上初めてであった。大統領選ではマグフリが当選したため、11月5日に史上初の女性副大統領に就任した。2人は2020年の大統領選挙でもそれぞれ再選された。
2021年3月17日、スルフはマグフリが長い闘病生活の末に死去したと発表した。マグフリは2月末以来、公の場に姿を見せていなかった。3月19日にスルフの大統領就任式が行われ、任期5年の第2次マグフリ政権の残りの期間を務めることになった。任期開始が若干遅れたのは、副大統領の大統領昇格には宣誓が必要と憲法で厳格に規定されているためである。これには野党指導者から、権力の「空白」が生まれるとの懸念が表されたが、宣誓によってスルフはタンザジア史上初の女性大統領となった。また、ザンジバル出身者としては2人目、ムスリムではアリ・ハッサン・ムウィニ（第2代）とジャカヤ・キクウェテ（第4代）に次ぐ3人目の大統領となった。なお、現職のアフリカの女性国家元首は、スルフとエチオピアの大統領サーレワーク・ゼウデのみである。憲法の規定により、スルフは前大統領の任期の残り3年余りを務めることになるが、その満了後は1回のみ再選可能である。
新型コロナウイルスに懐疑的だったマグフリとは対照的に、スルフ政権は国内のパンデミックを抑え込む政策を打ち出した。新たな変異株が確認された国からの入国者には、14日間の隔離を義務付けた。また、入国者全員にマスクの着用、消毒、ソーシャルディスタンスの実践を求めた。国内の各国大使館や国際機関には、在留外国人用のワクチンの輸入を認め、保健省に支援させた。国内で新型コロナウイルスのワクチン接種キャンペーンがはじまった7月28日には自ら接種を受け、タンザニアは「孤島ではない」として、すべての国民に接種を呼びかけた。

## 人物
1978年に農務官僚であるハーフィズ・アミールと結婚し、4人の子どもをもうけた。第2子にあたる娘のワヌー・ハーフィズ・アミール（1982年 - ）は、ザンジバル議会議員を務めている。